# 이크타
이슬람 칼리프국에서 장교들에게 정식 봉급 대신 일정기간 동안 하사했던 토지.
때때로 중세 유럽의 봉건영지와 유사한 것으로 잘못 비교되기도 한다. 9세기에 조세수입이 불충분하고 원정 전리품이 거의 사라지면서 병사들의 봉급 지불이 어려워진 이슬람 정부는 국고 부담을 줄이기 위해 '이크타' 제도를 도입했다.
이크타에 포함되는 토지는 본래 제국민들이 소유한 토지로 특별재산세인 '하라즈'(kharāj)를 물어야 했다. 이크타 제도는 토지 소유자의 재산권은 그대로 합법적인 것으로 인정하면서 이슬람 장교에게 그 소유자로부터 하라즈를 거두어들일 징세권만을 부여한 것이다. 징세권을 부여받은 장교는 수입정도에 따라 소액의 '우슈르'(⁽ushr), 즉 십일조를 내고 나머지는 봉급으로 갖는 것이 허용되었다. 그러나 정부가 이 장교들로부터 납입금을 거두어들이는 것이 어렵게 되자 이란의 한 왕조인 부이조(932~1062 통치)는 이크타를 무크타(muqṭa⁽：수령자인 장교)가 토지에서 그의 일상 봉급과 유사하게 추정된 세금을 거두어가도록 용익권을 주는 형식으로 바꾸었다. 장교들은 일반적으로 자신이 부여받은 이크타가 있는 곳에서 멀리 떨어진 도시에서 살고 있었기 때문에 토지나 토지 경작자에 대해서는 전혀 관심이 없었다. 이크타는 단순한 봉급에 지나지 않았으며 토지가 황폐화되었거나 경작농민이 없어지면 즉시 좀더 생산적인 지역으로 교체되었다. 셀주크 통치(1038~1194)가 끝날 무렵에는 지방에까지 이크타 제도가 도입되었으며 이크타의 수와 크기도 전국토의 절반을 차지할 정도로 급격히 늘어났다. 소유기간 역시 늘어나 자식에게 상속되는 경우도 자주 있었다. 이처럼 새로 지속성을 지니게 되자 무크타는 토지 자체와 그 유지에 관심을 보이기 시작하여 주변 토지들을 사들인다든지 토지세를 지불하기 전에는 토지를 떠나지 못하게 하여 농민을 토지에 구속시켰다. 이 제도는 몽골족이 침입하는 13세기까지 계속되었지만 그 후 오스만 통치하에서는 이크타와 유사한 티마르(timar)라는 제도로 바뀌었다
이크타 제도는 일한국 치하의 이란(1256~1353)에서 다시 부활했다. 이 경우에는 세습 상속권으로 부여되기도 하고 일정기간 동안에만 부여되기도 했다. 아이유브 왕조(1169~1250)하의 이집트에서 이크타는 칼리프 제국들에 공통적인 무카타아(muqāṭa⁽ah) 제도에 근접해갔다. 무카타아 제도 아래에서는 특정 지역들과 베두인족이나 쿠르드족, 투르크멘족과 같은 특정 부족들이 세금 징수권자라는 중개자를 거치지 않고 직접 국고에 고정된 액수의 세금을 납부했다. 이때문에 우선적으로 농경지에 설정된 이집트 '이크타'도 당초 약정된 총액으로서 일정기간에 한해 대여되었다. 또 광범위하게 국가 통제가 행해지고 어느 한 무크타에 의한 독점을 막기 위해 토지에 대한 계획적인 분배가 이루어졌기 때문에 무크타의 영향력은 엄격한 제한을 받았다.

## 같이 보기
- 지즈야